# Gamasina
Cohorte
Les Gamasina Leach, 1815 sont une cohorte d'acariens Mesostigmata. Elle contient près de 6000 espèces.

## Classification
Sous-Cohorte Epicriiae
- Epicrioidea
- Zerconoidea

Sous-Cohorte Arctacariae
- Arctacaroidea

Sous-Cohorte Parasitiae
- Parasitoidea

Sous-Cohorte Dermanyssiae
- Veigaioidea
- Rhodacaroidea
- Eviphidoidea
- Ascoidea
- Phytoseioidea
- Dermanyssoidea